# Drużynowy Puchar Świata na Żużlu 2013
Drużynowy Puchar Świata 2013 – trzynasta edycja turnieju, mająca na celu wyłonić najlepszą żużlową reprezentację świata - Drużynowego Mistrza Świata. Złotego medalu broniła Dania.

## Terminarz
| Data / wyniki | Miejsce     |
| Eliminacje    | Eliminacje  |
| ------------- | ----------- |
| 1 maja 2013   | Dyneburg    |
| 20 maja 2013  | Miszkolc    |
| Półfinały     |             |
| 13 lipca 2013 | Częstochowa |
| 15 lipca 2013 | King’s Lynn |
| Baraż         |             |
| 18 lipca 2013 | Praga       |
| Finał         |             |
| 20 lipca 2013 | Praga       |

## Eliminacje
W eliminacjach startowały zespoły, które w DPŚ 2012 zajęły 8. i 9. miejsce (USA i Niemcy), oraz wszystkie inne reprezentacje, które zgłoszą się do rozgrywek.

### Dyneburg (1)
1 maja 2013 -  Dyneburg
| \| Msc \| \| Drużyna / Zawodnik \| Biegi \| Punkty \| \| --- \| ------------------------------------------------------------------------------------------- \| ------------------------------------------------------ \| ------------ \| ------ \| \| 1 \| \| Łotwa \| Łotwa \| 45 \| \| 1 \| (1) Vjačeslavs Giruckis (2) Maksims Bogdanovs (3) Ķasts Puodžuks (4) Andžejs Ļebedevs (5) - \| (1,2,1,1,1) (3,2,3,2,3) (3,2,2,2,2) (3,3,3,3,3) - \| 6 13 11 15 - \| \| \| 2 \| \| Słowenia \| Słowenia \| 30 \| \| 2 \| (1) Matic Voldrih (2) Maks Gregorič (3) Aleksander Čonda (4) Matej Žagar (5) - \| (0,1,1,-,1) (1,1,0,0,1) (2,0,1,d,1) (2,3,3,6!,3,3) - \| 3 4 20 - \| \| \| 3 \| \| Niemcy \| Niemcy \| 28 \| \| 3 \| (1) Martin Smolinski (2) Kevin Wölbert (3) Tobias Busch (4) Max Dilger (5) - \| (2,3,4!,w,1,3) (2,w,0,1,3,2) (1,1,2,1,0) (1,1,-,-,w) - \| 13 8 5 2 - \| \| \| 4 \| \| Ukraina \| Ukraina \| 22 \| \| 4 \| (1) Aleksandr Łoktajew (2) Andrij Kobrin (3) Andrij Karpow (4) Stanisław Melnyczuk (5) - \| (3,3,1,2,-) (0,0,2,d,0,d) (0,2,3,0,2) (0,0,0,2,2) - \| 9 2 7 4 - \| \| | Bieg po biegu: 1. Łoktajew, Smolinski, Giruckis, Voldrih 2. Bogdanovs, Wölbert, Gregorič, Kobrin 3. Puodžuks, Čonda, Busch, Karpow 4. Ļebedevs, Žagar, Dilger, Mielniczuk 5. Ļebedevs, Karpow, Voldrih, Wölbert (w/u) 6. Smolinski, Puodžuks, Gregorič, Mielniczuk 7. Łoktajew, Bogdanovs, Dilger, Čonda 8. Žagar, Giruckis, Busch, Kobrin 9. Bogdanovs, Busch, Voldrih, Mielniczuk 10. Karpow, Smolinski (J), Giruckis, Gregorič 11. Ļebedevs, Kobrin, Čonda, Smolinski (w/2min) 12. Žagar, Puodžuks, Łoktajew, Wölbert 13. Ļebedevs, Łoktajew, Busch, Gregorič 14. Žagar (J), Puodžuks, Wölbert, Kobrin (d) 15. Wölbert, Mielniczuk, Giruckis, Čonda (d) 16. Žagar, Bogdanovs, Smolinski, Karpow 17. Ļebedevs, Wölbert, Voldrih, Kobrin 18. Bogdanovs, Mielniczuk, Gregorič, Dilger (w/u) 19. Smolinski, Puodžuks, Čonda, Kobrin (d) 20. Žagar, Karpow, Giruckis, Busch |                                                        |              |        |
| Msc | | Drużyna / Zawodnik                                     | Biegi        | Punkty |
| 1 | | Łotwa                                                  | Łotwa        | 45     |
| 1 | (1) Vjačeslavs Giruckis (2) Maksims Bogdanovs (3) Ķasts Puodžuks (4) Andžejs Ļebedevs (5) - | (1,2,1,1,1) (3,2,3,2,3) (3,2,2,2,2) (3,3,3,3,3) -      | 6 13 11 15 - |        |
| 2 | | Słowenia                                               | Słowenia     | 30     |
| 2 | (1) Matic Voldrih (2) Maks Gregorič (3) Aleksander Čonda (4) Matej Žagar (5) - | (0,1,1,-,1) (1,1,0,0,1) (2,0,1,d,1) (2,3,3,6!,3,3) -   | 3 4 20 -     |        |
| 3 | | Niemcy                                                 | Niemcy       | 28     |
| 3 | (1) Martin Smolinski (2) Kevin Wölbert (3) Tobias Busch (4) Max Dilger (5) - | (2,3,4!,w,1,3) (2,w,0,1,3,2) (1,1,2,1,0) (1,1,-,-,w) - | 13 8 5 2 -   |        |
| 4 | | Ukraina                                                | Ukraina      | 22     |
| 4 | (1) Aleksandr Łoktajew (2) Andrij Kobrin (3) Andrij Karpow (4) Stanisław Melnyczuk (5) - | (3,3,1,2,-) (0,0,2,d,0,d) (0,2,3,0,2) (0,0,0,2,2) -    | 9 2 7 4 -    |        |

### Miszkolc (2)
20 maja 2013 -  Miszkolc
| \| Msc \| \| Drużyna / Zawodnik \| Biegi \| Punkty \| \| --- \| ------------------------------------------------------------------------------------------------- \| -------------------------------------------------- \| ----------------- \| ------ \| \| 1 \| \| Stany Zjednoczone \| Stany Zjednoczone \| 38 \| \| 1 \| (1) Ricky Wells (2) Gino Manzanares (3) Billy Janniro (4) Ryan Fisher (5) - \| (3,1,3,3,2) (1,0,3,1,1) (d,w,2,1,3) (3,3,3,2,3) - \| 12 6 14 - \| \| \| 2 \| \| Węgry \| Węgry \| 32 \| \| 2 \| (1) Norbert Magosi (2) József Tabaka (3) László Szatmári (4) Roland Benkő (5) - \| (2,4!,w,1,2) (w,2,3,1,d,3) (3,w,2,2) (1,1,2,0,3) - \| 9 7 - \| \| \| 3 \| \| Włochy \| Włochy \| 31 \| \| 3 \| (1) Nicolas Covatti (2) Guglielmo Franchetti (3) Nicolas Vicentin (4) Michele Paco Castagna (5) - \| (2,2,1,d,1) (2,3,1,2,2) (3,3,1,0,0) (1,3,1,3,0) - \| 6 10 7 8 - \| \| \| 4 \| \| Francja \| Francja \| 20 \| \| 4 \| (1) Mathieu Tresarrieu (2) Richard De Biasi (3) Dimitri Berge (4) Stephane Tresarrieu (5) - \| (2,2,d!,2,1) (1,0,0) (0,1,0,3,1) (w,0,2,2,3,d) - \| 7 1 5 7 - \| \| | Bieg po biegu: 1. Fisher, M.Tresarrieu, Castagna, Tabaka (w/u) 2. Vicentin, Magosi, De Biasi, Janniro (d/start) 3. Szatmári, Covatti, Manzares, S.Tressarieu (w/u) 4. Wells, Franchetti, Benkő, Berge 5. Fisher, Covatti, Benkő, De Biasi 6. Franchetti, M.Tresarrieu, Szatmári (w/u), Janniro (w/u) 7. Castagna, Magosi (J), Berge, Manzares 8. Vicentin, Tabaka, Wells, S.Tressarieu 9. Fisher, S.Tressarieu, Franchetti, Magosi (w/u) 10. Tabaka, Janniro, Covatti, Berge 11. Manzares, Benkő, Vicentin, M.Tressaieu (J)(d) 12. Wells, Szatmári, Castagna, De Biasi 13. Castagna, S.Tresarrieu, Wells, Benkő 14. Berge, Wells, Tabaka, Vicentin 15. S.Tresarrieu, Franchetti, Manzares, Tabaka (w) 16. Wells, M.Tresarrieu, Magosi, Covatti (w) 17. Tabaka, Franchetti, Manzares, S.Tresarrieu(d) 18. Janniro, Szatmári, M.Tresarrieu, Vicentin 19. Benkő, Wells, Berge, Castagna 20. Fisher, Magosi, Covatti, De Biasi (u) |                                                    |                   |        |
| Msc | | Drużyna / Zawodnik                                 | Biegi             | Punkty |
| 1 | | Stany Zjednoczone                                  | Stany Zjednoczone | 38     |
| 1 | (1) Ricky Wells (2) Gino Manzanares (3) Billy Janniro (4) Ryan Fisher (5) - | (3,1,3,3,2) (1,0,3,1,1) (d,w,2,1,3) (3,3,3,2,3) -  | 12 6 14 -         |        |
| 2 | | Węgry                                              | Węgry             | 32     |
| 2 | (1) Norbert Magosi (2) József Tabaka (3) László Szatmári (4) Roland Benkő (5) - | (2,4!,w,1,2) (w,2,3,1,d,3) (3,w,2,2) (1,1,2,0,3) - | 9 7 -             |        |
| 3 | | Włochy                                             | Włochy            | 31     |
| 3 | (1) Nicolas Covatti (2) Guglielmo Franchetti (3) Nicolas Vicentin (4) Michele Paco Castagna (5) - | (2,2,1,d,1) (2,3,1,2,2) (3,3,1,0,0) (1,3,1,3,0) -  | 6 10 7 8 -        |        |
| 4 | | Francja                                            | Francja           | 20     |
| 4 | (1) Mathieu Tresarrieu (2) Richard De Biasi (3) Dimitri Berge (4) Stephane Tresarrieu (5) - | (2,2,d!,2,1) (1,0,0) (0,1,0,3,1) (w,0,2,2,3,d) -   | 7 1 5 7 -         |        |

## Półfinały
W turnieju finałowym DPŚ wystąpiło dziewięć drużyn narodowych. W półfinałach wystartowali zwycięzcy dwóch turniejów kwalifikacyjnych oraz kraje, które w DPŚ 2012 zajęły miejsca 1-7 z wyjątkiem reprezentacji Czech, która jako gospodarz baraży i finału ma automatycznie zapewniony udział w finale. Półfinały rozegrano w Częstochowie oraz King’s Lynn.
Zwycięzcy półfinałów awansowali do finału, w którym czekają na nich już Czechy. Drużyny z 2. i 3. miejsca z dwóch półfinałów brały udział w barażu, z którego tylko zwycięzca uzupełnił skład finału.

### Częstochowa (1)
14 lipca 2013 -  Częstochowa
| \| Msc \| \| Drużyna / Zawodnik \| Biegi \| Punkty \| \| --- \| ----------------------------------------------------------------------- \| -------------------------------------------------------- \| ----------- \| ------ \| \| 1 \| \| Polska \| Polska \| 48 \| \| 1 \| Jarosław Hampel Patryk Dudek Krzysztof Kasprzak Maciej Janowski - \| (3,2,3,3,3) (3,0,2,1,2) (2,3,3,3,2) (1,3,3,3,3) - \| 14 8 13 - \| \| \| 2 \| \| Australia \| Australia \| 34 \| \| 2 \| Davey Watt Jason Doyle Darcy Ward Troy Batchelor - \| (0,d,1,–,0) (2,1,–,1,3) (3,3,3,0!,2,3) (2,3,1,2,2,2) - \| 1 7 14 12 - \| \| \| 3 \| \| Łotwa \| Łotwa \| 27 \| \| 3 \| Andžejs Ļebedevs Vjačeslavs Giruckis Ķasts Puodžuks Maksims Bogdanovs - \| (2,1,1,1,1,1) (0,–,0,–,–) (1,0,2,2!,3,1) (3,2,1,1,2,2) - \| 7 0 9 11 - \| \| \| 4 \| \| Rosja \| Rosja \| 14 \| \| 4 \| Andriej Kudriaszow Ilja Czałow Władimir Borodulin Wiktor Kułakow - \| (1,2,0,4!,0,0) (1,1,0,0,0) (0,2,–,2,0,0) (0,0,–,0,1) - \| 7 2 4 1 - \| \| | Bieg po biegu: 1. Hampel, Ļebedevs, Kudriaszow, Watt 2. Dudek, Doyle, Czałow, Giruckis 3. Ward, Kasprzak, Puodžuks, Borodulin 4. Bogdanovs, Batchelor, Janowski, Kułakow 5. Janowski, Kudriaszow, Doyle, Puodžuks 6. Kasprzak, Bogdanovs, Czałow, Watt (d3) 7. Batchelor, Borodulin, Ļebedevs, Dudek 8. Ward, Hampel, Bogdanovs, Kułakow 9. Ward, Dudek, Bogdanovs, Kudriaszow 10. Hampel, Puodžuks, Batchelor, Czałow 11. Janowski, Kudriaszow (J), Watt, Giruckis 12. Kasprzak, Borodulin, Ļebedevs, Ward (J) 13. Janowski, Ward, Ļebedevs, Czałow 14. Kasprzak, Batchelor, Puodžuks (J), Kudriaszow 15. Hampel, Bogdanovs, Doyle, Borodulin 16. Puodžuks, Batchelor, Dudek, Kułakow 17. Doyle, Kasprzak, Ļebedevs, Czałow 18. Janowski, Batchelor, Puodžuks, Borodulin 19. Hampel, Bogdanovs, Kułakow, Watt 20. Ward, Dudek, Ļebedevs, Kudriaszow |                                                          |             |        |
| Msc | | Drużyna / Zawodnik                                       | Biegi       | Punkty |
| 1 | | Polska                                                   | Polska      | 48     |
| 1 | Jarosław Hampel Patryk Dudek Krzysztof Kasprzak Maciej Janowski - | (3,2,3,3,3) (3,0,2,1,2) (2,3,3,3,2) (1,3,3,3,3) -        | 14 8 13 -   |        |
| 2 | | Australia                                                | Australia   | 34     |
| 2 | Davey Watt Jason Doyle Darcy Ward Troy Batchelor - | (0,d,1,–,0) (2,1,–,1,3) (3,3,3,0!,2,3) (2,3,1,2,2,2) -   | 1 7 14 12 - |        |
| 3 | | Łotwa                                                    | Łotwa       | 27     |
| 3 | Andžejs Ļebedevs Vjačeslavs Giruckis Ķasts Puodžuks Maksims Bogdanovs - | (2,1,1,1,1,1) (0,–,0,–,–) (1,0,2,2!,3,1) (3,2,1,1,2,2) - | 7 0 9 11 -  |        |
| 4 | | Rosja                                                    | Rosja       | 14     |
| 4 | Andriej Kudriaszow Ilja Czałow Władimir Borodulin Wiktor Kułakow - | (1,2,0,4!,0,0) (1,1,0,0,0) (0,2,–,2,0,0) (0,0,–,0,1) -   | 7 2 4 1 -   |        |

### King’s Lynn (2)
15 lipca 2013 -  King’s Lynn
| \| Msc \| \| Drużyna / Zawodnik \| Biegi \| Punkty \| \| --- \| ---------------------------------------------------------------------------- \| ------------------------------------------------------ \| ----------------- \| ------ \| \| 1 \| \| Dania \| Dania \| 49 \| \| 1 \| Niels Kristian Iversen Michael Jepsen Jensen Nicki Pedersen Kenneth Bjerre - \| (3,1,3,3,3) (2,2,3,2,3) (3,3,3,2,2) (3,3,3,0,2) - \| 13 12 13 11 - \| \| \| 2 \| \| Wielka Brytania \| Wielka Brytania \| 35 \| \| 2 \| Chris Harris Tai Woffinden Craig Cook Edward Kennett - \| (2,2,2,1,3,2) (3,2,6!,2,2,3) (1,1,0,2,0) (0,–,1,–,0) - \| 12 18 4 1 - \| \| \| 3 \| \| Stany Zjednoczone \| Stany Zjednoczone \| 24 \| \| 3 \| Greg Hancock Ryan Fisher Gino Manzares Ricky Wells - \| (1,3,2,6!,3,1) (0,0,1,u,1,1) (0,0,–,–,1) (1,1,0,1,1) - \| 16 3 1 4 - \| \| \| 4 \| \| Szwecja \| Szwecja \| 18 \| \| 4 \| Jonas Davidsson Dennis Andersson Peter Ljung Daniel Nermark - \| (0,0,–,0!,–) (1,1,0,t,0) (2,2,2,1,1,3) (2,0,1,0,2,d) - \| 0 2 11 5 - \| \| | Bieg po biegu: 1. Iversen, Harris, Hancock, Davidsson 2. Woffinden, Jensen, Andersson, Fisher 3. Pedersen, Ljung, Cook, Manzares 4. Bjerre, Nermark, Wells, Kennett 5. Pedersen, Woffinden, Wells, Davidsson 6. Bjerre, Harris, Andersson, Manzares 7. Woffinden (J), Ljung, Iversen, Fisher 8. Hancock, Jensen, Cook, Nermark 9. Bjerre, Ljung, Fisher, Cook 10. Pedersen, Hancock, Kennett, Andersson 11. Jensen, Harris, Ljung, Wells 12. Iversen, Woffinden, Nermark, Fisher (u) 13. Iversen, Cook, Wells, Andersson (t) 14. Hancock (J), Jensen, Harris, Davidsson(J) 15. Hancock, Woffinden, Ljung, Bjerre 16. Harris, Pedersen, Fisher, Nermark 17. Ljung, Bjerre, Fisher, Kennett 18. Jensen, Nermark, Wells, Cook 19. Woffinden, Pedersen, Hancock, Andersson 20. Iversen, Harris, Manzares, Nermark (d) |                                                        |                   |        |
| Msc | | Drużyna / Zawodnik                                     | Biegi             | Punkty |
| 1 | | Dania                                                  | Dania             | 49     |
| 1 | Niels Kristian Iversen Michael Jepsen Jensen Nicki Pedersen Kenneth Bjerre - | (3,1,3,3,3) (2,2,3,2,3) (3,3,3,2,2) (3,3,3,0,2) -      | 13 12 13 11 -     |        |
| 2 | | Wielka Brytania                                        | Wielka Brytania   | 35     |
| 2 | Chris Harris Tai Woffinden Craig Cook Edward Kennett - | (2,2,2,1,3,2) (3,2,6!,2,2,3) (1,1,0,2,0) (0,–,1,–,0) - | 12 18 4 1 -       |        |
| 3 | | Stany Zjednoczone                                      | Stany Zjednoczone | 24     |
| 3 | Greg Hancock Ryan Fisher Gino Manzares Ricky Wells - | (1,3,2,6!,3,1) (0,0,1,u,1,1) (0,0,–,–,1) (1,1,0,1,1) - | 16 3 1 4 -        |        |
| 4 | | Szwecja                                                | Szwecja           | 18     |
| 4 | Jonas Davidsson Dennis Andersson Peter Ljung Daniel Nermark - | (0,0,–,0!,–) (1,1,0,t,0) (2,2,2,1,1,3) (2,0,1,0,2,d) - | 0 2 11 5 -        |        |

## Baraż
W zawodach barażowych wystartowały drużyny, które w półfinałach zajęły drugie i trzecie miejsca. Tylko zwycięzca barażu awansował do finału.

### Praga (baraż)
- 18 lipca 2013 -  Praga[5]

| \| Msc \| \| Drużyna / Zawodnik \| Biegi \| Punkty \| \| --- \| ----------------------------------------------------------------------- \| ------------------------------------------------------ \| ----------------- \| ------ \| \| 1 \| \| Australia \| Australia \| 36 \| \| 1 \| Jason Doyle Troy Batchelor Cameron Woodward Darcy Ward - \| (1,3,1,0,3) (1,w,1,3,2) (2,2,2,1,1) (3,1,3,3,3) - \| 8 7 8 13 - \| \| \| 2 \| \| Stany Zjednoczone \| Stany Zjednoczone \| 31 \| \| 2 \| Ricky Wells Gino Manzares Ryan Fisher Greg Hancock - \| (1,2,0,–,0) (0,0,0,d,0) (3,1,2,1,1) (3,2,3,3,6!,3) - \| 3 0 8 20 - \| \| \| 3 \| \| Łotwa \| Łotwa \| 29 \| \| 3 \| Ķasts Puodžuks Maksims Bogdanovs Vjačeslavs Giruckis Andžejs Ļebedevs - \| (2,3,1,1,3) (2,0,3,2,2) (d,2,3,0,0) (1,1,d,2,1) - \| 10 9 5 - \| \| \| 4 \| \| Wielka Brytania \| Wielka Brytania \| 28 \| \| 4 \| Tai Woffinden Lewis Bridger Chris Harris Ben Barker - \| (3,3,0,4!,2,2) (2,0,2,w,–) (0,3,2,–,2,0) (0,1,1,0,1) - \| 14 4 7 3 - \| \| | Bieg po biegu: 1. Hancock, Puodžuks, Batchelor, Barker 2. Fisher, Bogdanovs, Doyle, Harris 3. Woffinden, Woodward, Ļebedevs, Manzares 4. Ward, Bridger, Wells, Giruckis (d) 5. Woffinden, Hancock, Ward, Bogdanovs 6. Puodžuks, Woodward, Fisher, Bridger 7. Doyle, Giruckis, Barker, Manzares 8. Harris, Wells, Ļebedevs, Batchelor (w) 9. Hancock, Bridger, Doyle, Ļebedevs (d) 10. Giruckis, Fisher, Batchelor, Woffinden 11. Ward, Harris, Puodžuks, Manzares 12. Bogdanovs, Woodward, Barker, Wells 13. Ward, Ļebedevs, Fisher, Barker 14. Hancock, Woffinden!, Woodward, Giruckis 15. Batchelor, Bogdanovs, Manzares (d), Bridger (w) 16. Hancock!, Woffinden, Puodžuks, Doyle 17. Doyle, Bogdanovs, Barker, Wells 18. Puodžuks, Harris, Woodward, Manzares 19. Hancock, Batchelor, Ļebedevs, Harris 20. Ward, Woffinden, Fisher, Giruckis |                                                        |                   |        |
| Msc | | Drużyna / Zawodnik                                     | Biegi             | Punkty |
| 1 | | Australia                                              | Australia         | 36     |
| 1 | Jason Doyle Troy Batchelor Cameron Woodward Darcy Ward - | (1,3,1,0,3) (1,w,1,3,2) (2,2,2,1,1) (3,1,3,3,3) -      | 8 7 8 13 -        |        |
| 2 | | Stany Zjednoczone                                      | Stany Zjednoczone | 31     |
| 2 | Ricky Wells Gino Manzares Ryan Fisher Greg Hancock - | (1,2,0,–,0) (0,0,0,d,0) (3,1,2,1,1) (3,2,3,3,6!,3) -   | 3 0 8 20 -        |        |
| 3 | | Łotwa                                                  | Łotwa             | 29     |
| 3 | Ķasts Puodžuks Maksims Bogdanovs Vjačeslavs Giruckis Andžejs Ļebedevs - | (2,3,1,1,3) (2,0,3,2,2) (d,2,3,0,0) (1,1,d,2,1) -      | 10 9 5 -          |        |
| 4 | | Wielka Brytania                                        | Wielka Brytania   | 28     |
| 4 | Tai Woffinden Lewis Bridger Chris Harris Ben Barker - | (3,3,0,4!,2,2) (2,0,2,w,–) (0,3,2,–,2,0) (0,1,1,0,1) - | 14 4 7 3 -        |        |

## Finał
W finale wystartowało dwóch zwycięzców półfinałów, zwycięzca zawodów barażowych oraz gospodarz (Czechy).

### Praga (Finał)
20 lipca 2013 -  Praga
| \| Msc \| \| Drużyna / Zawodnik \| Biegi \| Punkty \| \| --- \| ---------------------------------------------------------------------------- \| ---------------------------------------------------- \| ------------ \| ------ \| \| 1 \| \| Polska \| Polska \| 41 \| \| 1 \| Jarosław Hampel Krzysztof Kasprzak Patryk Dudek Maciej Janowski - \| (3,0,3,6!,3) (2,2,1,d,2) (2,2,2,0,1) (2,2,2,3,3) - \| 15 7 12 - \| \| \| 2 \| \| Dania \| Dania \| 40 \| \| 2 \| Nicki Pedersen Kenneth Bjerre Niels Kristian Iversen Michael Jepsen Jensen - \| (3,3,1,d,3) (1,3,3,3,1) (1,3,3,3,2) (0,3,2,0,2) - \| 10 11 12 7 - \| \| \| 3 \| \| Australia \| Australia \| 33 \| \| 3 \| Darcy Ward Cameron Woodward Jason Doyle Troy Batchelor - \| (1,1,2,2,3) (3,1,1,2,1) (1,1,1,2,0) (2,1,6!,2,0) - \| 9 8 5 11 - \| \| \| 4 \| \| Czechy \| Czechy \| 12 \| \| 4 \| Václav Milík Aleš Dryml Lukáš Dryml Josef Franc - \| (0,0,w,1,2) (3,2,0,0!,1,1) (0,0,1,w,–) (0,t,0,1,0) - \| 3 7 1 - \| \| | Bieg po biegu: 1. Hampel, Batchelor, Bjerre, Franc 2. Pedersen, Kasprzak, Doyle, L.Dryml 3. Woodward, Janowski, Iversen, Milík 4. A.Dryml, Dudek, Ward, Jensen 5. Jensen, Kasprzak, Batchelor, Milík 6. Iversen, A.Dryml, Doyle, Hampel 7. Pedersen, Dudek, Woodward, Franc (t) 8. Bjerre, Janowski, Ward, L.Dryml 9. Batchelor (6!), Janowski, Pedersen, A.Dryml 10. Bjerre, Dudek, Doyle, Milík (w/u) 11. Hampel, Jensen, Woodward, A.Dryml (0!) 12. Iversen, Ward, Kasprzak, Franc 13. Janowski, Doyle, Franc, Jensen 14. Iversen, Batchelor, L.Dryml, Dudek 15. Bjerre, Woodward, A.Dryml, Kasprzak (d4) 16. Hampel (6!), Ward, Milík, Pedersen (d2) 17. Ward, Kasprzak, Bjerre, L.Dryml (w/u) 18. Pedersen, Milík, Dudek, Doyle 19. Janowski, Iversen, Woodward, Franc 20. Hampel, Jensen, Dryml, Batchelor |                                                      |              |        |
| Msc | | Drużyna / Zawodnik                                   | Biegi        | Punkty |
| 1 | | Polska                                               | Polska       | 41     |
| 1 | Jarosław Hampel Krzysztof Kasprzak Patryk Dudek Maciej Janowski - | (3,0,3,6!,3) (2,2,1,d,2) (2,2,2,0,1) (2,2,2,3,3) -   | 15 7 12 -    |        |
| 2 | | Dania                                                | Dania        | 40     |
| 2 | Nicki Pedersen Kenneth Bjerre Niels Kristian Iversen Michael Jepsen Jensen - | (3,3,1,d,3) (1,3,3,3,1) (1,3,3,3,2) (0,3,2,0,2) -    | 10 11 12 7 - |        |
| 3 | | Australia                                            | Australia    | 33     |
| 3 | Darcy Ward Cameron Woodward Jason Doyle Troy Batchelor - | (1,1,2,2,3) (3,1,1,2,1) (1,1,1,2,0) (2,1,6!,2,0) -   | 9 8 5 11 -   |        |
| 4 | | Czechy                                               | Czechy       | 12     |
| 4 | Václav Milík Aleš Dryml Lukáš Dryml Josef Franc - | (0,0,w,1,2) (3,2,0,0!,1,1) (0,0,1,w,–) (0,t,0,1,0) - | 3 7 1 -      |        |

## Kolejność końcowa
| Miejsce | Reprezentacja     |
| 1       | Polska            |
| 2       | Dania             |
| 3       | Australia         |
| 4       | Czechy            |
| ------- | ----------------- |
|         |                   |
| 5       | Stany Zjednoczone |
| 6       | Łotwa             |
| 7       | Wielka Brytania   |
|         |                   |
| 8       | Szwecja           |
| 9       | Rosja             |
|         |                   |
| 10      | Węgry             |
| 11      | Włochy            |
| 12      | Słowenia          |
| 13      | Niemcy            |
| 14      | Ukraina           |
| 15      | Francja           |